# Габровско
 Тази статия е за историко-географската област.  За административната област вижте Габрово (област).  За общината вижте Габрово (община).
Габровско е историко-географска област в Северна България, около град Габрово.
Територията ѝ съвпада приблизително с някогашната Габровска околия, а днес включва почти цялата община Габрово (без селата Борското, Гъбене, Дебел дял, Драгановци, Драгиевци, Камещица, Музга, Новаковци, Пенковци, Смиловци и Яворец от Севлиевско), както и село Николаево в община Трявна. Разположена е на Габровските възвишения и съседните части на Стара планина и Предбалкана. Граничи със Севлиевско на запад и север, Дряновско на изток и Казанлъшко на юг.